# 龍安縣 (龍安郡)
龍安縣，西魏所置的一個縣，西魏廢帝二年，定蜀，改陰平郡為龍安郡，并改治所為龍安縣。隋省龍安縣，併為陰平縣，屬劍州。在今四川江油縣馬角壩。